# Huwwara
Huwwara (arab. حوارة) – miasto w Jordanii, w muhafazie Irbid. W 2015 roku liczyło 23 929 mieszkańców.